# 纳夫帕克托斯

勒班陀海戰; 倫敦格林威治國家海事博物館

纳夫帕克托斯（希臘語：Ναύπακτος），又译诺帕克都，是希腊西希腊大区埃托洛阿卡纳尼亚专区纳夫帕克蒂亚市镇内的城镇，位于科林斯灣北侧。纳夫帕克托斯原为单独的市镇，2011年地方政府改革中与其他5个市镇合并为纳夫帕克蒂亚市镇，并成为该市镇的一个市区。
1571年奥斯曼帝国与欧洲基督教国家之间的勒班陀战役就在这里发生，并且以其意大利名“勒班陀”命名（義大利語：Lepanto）。

## 命名
古名意为“船坞”，为“ναύς”（即“船”）和“πηγνύειν”（即“建造”）的组合词，之后被拉丁化为Naupaktus。在拜占庭时期又微调为Epachtos (Έπαχτος)，同时威尼斯人称之为Lepanto，而奥斯曼土耳其人称之为İnebahtı。19世纪后，其古称Naupaktus得以恢复。

## 历史

### 上古时代以及古典时代
在希腊神话中，赫拉克勒斯后裔便是在纳夫帕克托斯建造舰船，用以入侵伯罗奔尼撒。
此地曾属于罗克里斯人，但大约在前455年，这座城市的控制权落入雅典手中。雅典人将大批美塞尼亚难民安置在纳夫帕克托斯，并在伯罗奔尼撒战争期间将这座城市建设为雅典帝国在希腊西部最大的海军基地，先后有两场战斗在这里发生。前404年这座城市再度归于罗克里斯人辖下，之后在与邻国的战争中一度沦陷，又在伊巴密浓达的协助下得以光复。
马其顿的腓力二世将纳夫帕克托斯交付给挨托利亚人，直到前191年这座城市在被围困多日后向罗马人投降。
551年查士丁尼一世在位期间，古城在地震中被毁。

### 中世纪與早期近代史
747年8月，來自義大利的流行病幾乎摧毀了這座城市。自九世紀晚期起，納夫帕克托斯便成為了拜占庭帝國尼科波利斯軍區的首府。其所轄教區亦被提升為城市教區。在九至十世紀，此地為拜占庭帝國海軍的重要港口，並為一與南義大利拜占庭佔領區交流的重要戰略地點。
隨著第四次十字軍東征而致使拜占庭帝國的敗亡，此處成為了逃亡政權伊庇魯斯專制國的一部分。在1294年，該城被轉交給菲利普一世，塔蘭托王子(Philip I, Prince of Taranto)，作為薩瑪‧安潔莉娜‧科穆寧(Thamar Angelina Komnene)嫁妝的一部分。色薩利的統治者康斯坦丁·杜卡斯(Constantine Doukas)在第二年攻擊了伊庇魯斯，取得了此地，但是在1296年，他把大部分的征服土地交給了安茹的卡佩皇室，使得此處成為其希臘土地上主要的基地。

### 近代史
納夫帕克托斯於1829年三月成為了新生希臘的一部分。